# 조선과 만주
《조선과 만주》(일본어: 朝鮮及満洲)는 일제강점기 조선에서 간행된 월간지 형식의 잡지이다. 조선에서 살았던 일본 민간인들의 여론을 반영했다. 그 전신은 1908년 3월 창간된 〈조선〉이며, 일본에 의한 한국병합 이후에는 일제의 대륙진출의도와 맞물려 〈조선과 만주〉로 이름이 바뀌었다. 이후 1941년까지 약 34년 동안 간행되었다. 잡지의 형식이나 모델은 일본에서 발행되었던 〈일본과 일본인〉(日本及日本人)에서 따왔다.
편집, 경영, 주필을 담당했던 자는 재조(在朝) 일본인인 샤쿠오 슌죠(釈尾春芿)이다.

## 잡지성향과 논조
스스로 "조선의 문화개척과 선만(鮮滿)개척,대륙진출의 급선봉의 구실을 하여 문장으로 나라(일본)의 은혜를 갚았다(文章報國)고 자평하며 조선식민지배와 만주,대륙침략을 이론적,문화적으로 뒷받침하려 했던 일제의 민간언론이었다. 제국주의,인종주의 관점에서 조선인을 열등한 피지배민족이자, 우등민족이자 지배민족인 일본인이 계몽,교육,선도해야할 대상으로 보는 관점을 철저하고 노골적으로 드러냈다. 잡지에 실린 재한 일본인들의 기고문들은 역사문제에서는 식민사관에 따른 임나일본부설을 바탕에 깔고 일본우위를 강조하는 것부터 아예 황국사관에 따라 고대 한반도 국가들의 기원을 일본으로 보는 것까지 다양한 일본지배를 정당화하는 이데올로기가 펼쳐졌으며 경제, 문화, 사회에 대한 컬럼들은 하나같이 조선의 열등하다고 여겨지는 면모를 잡아내어 부각시킨 뒤, 이를 일본인이 나서서 계몽해야 한다는 식의 글이 주류를 이루었다.
이 잡지는 때때로 조선총독부 정책을 비판하기도 했는데, 표면적으로 같은 천황의 신민인 조선인과 일본인을 동등하게 다루어야 하는 총독부 정책에 대해 재조 일본인의 우월적 특권을 관철시키기 위해 총독부 정책 이상의 강경한 태도를 드러냈기 때문이다.

## 참고 문헌
- 《朝鮮及満洲》민족문제연구소, 어문학사